# Azarovka
Azarovka (en rus: Азаровка) és un poble de l'óblast de Tula, a Rússia, segons el cens del 2010 tenia 17 habitants.